# Taisto Kangasniemi
Taisto Ilmari „Tatu” Kangasniemi (ur. 2 kwietnia 1924 w Kankaanpää, zm. 31 października 1997 w Kangasala) – fiński zapaśnik walczący w obu stylach.

## Kariera sportowa
Czterokrotny olimpijczyk. Brązowy medalista z Melbourne 1956 (styl wolny); czwarty w Londynie 1948 (styl klasyczny); szósty w Helsinkach 1952 (styl wolny) i Melbourne 1956 (styl klasyczny), a także odpadł w eliminacjach w Tokio 1964. Walczył w najcięższej kategorii.
Czwarty na mistrzostwach świata w 1953. Mistrz nordycki w 1963.